# Itabela
Itabela är en kommun i Brasilien.   Den ligger i delstaten Bahia, i den östra delen av landet, 900 km öster om huvudstaden Brasília. Antalet invånare är 28 399.
Följande samhällen finns i Itabela:
- Guaratinga

I omgivningarna runt Itabela växer i huvudsak städsegrön lövskog. Runt Itabela är det ganska glesbefolkat, med 34 invånare per kvadratkilometer.